# James Bezan

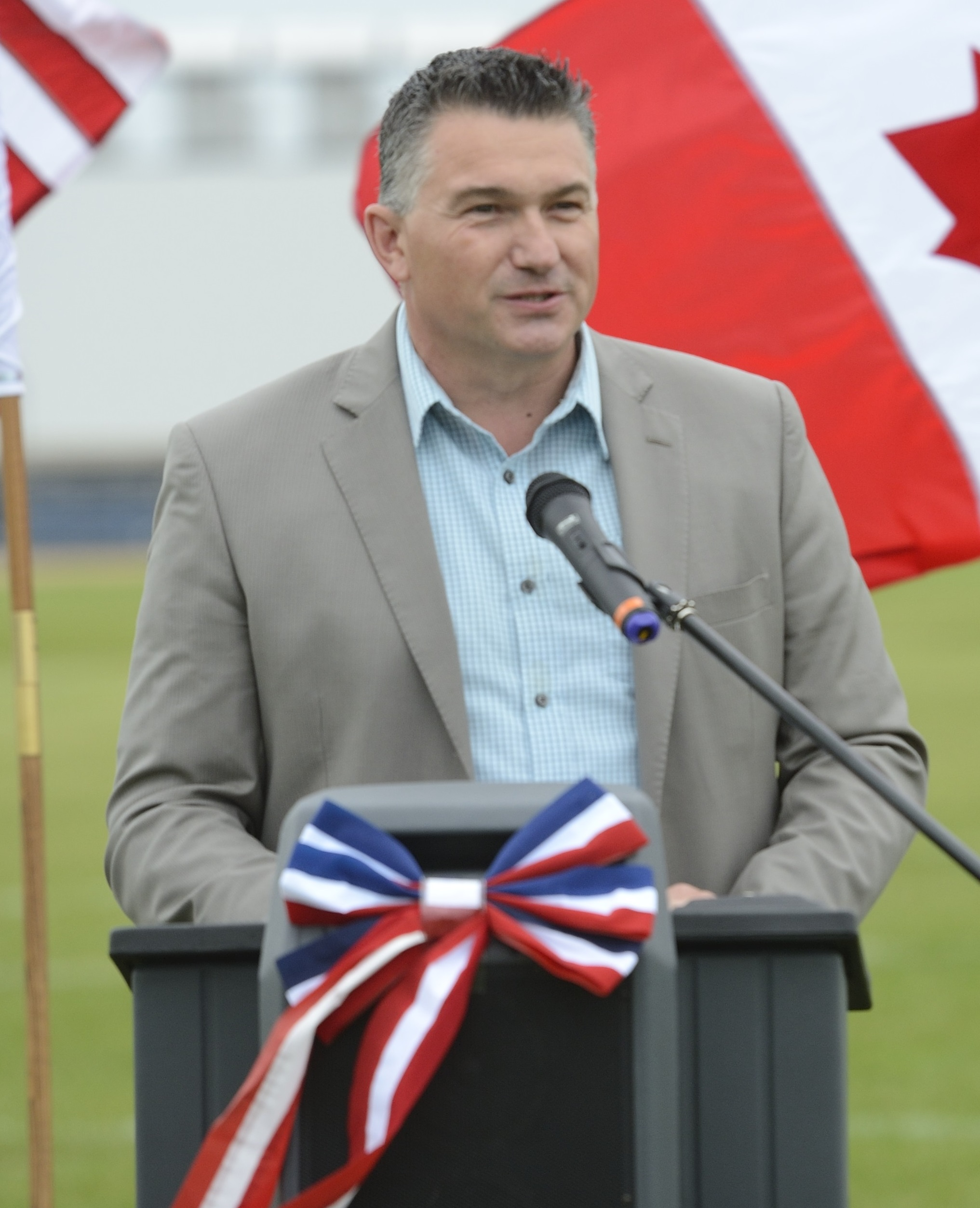
James Bezan (2014)

James Bezan (* 19. Mai 1965 in Russell, Manitoba) ist ein kanadischer Politiker der Konservativen Partei Kanadas.

## Leben
Bezan besuchte das Olds College in Alberta. Er ist seit 2004 Abgeordneter im House of Commons für die Konservative Partei. Er repräsentiert den Wahlbezirk Selkirk-Interlake, Manitoba. Im April 2014 wurde er von der russischen Regierung auf eine Sanktionsliste gesetzt.